# Вудинвилл
Вудинвилл — город в округе Кинг, штат Вашингтон, США. Население по переписи 2010 года составляло 10 938 человек. В Вудинвилле есть парки на набережной реки Саммамиш, винодельни и пивоварни, а также жилые районы с густым лесом.

## История
До появления евроамериканцев на месте города жило индейское племя саммамиш.
В 1871 году Сьюзен Вудин и ее муж Ира, переезжая из Сиэтла, поднялись вверх по реке Саммамиш и построили хижину. Они планировали заготавливать лес и разводить скот. Вокруг начал постепенно формироваться город. Их хижина стала первой школой и почтовым отделением, а Сьюзен Вудин была назначена почтмейстером. Ира Вудин и его зять Томас Сандерс открыли первый универсальный магазин.
Как и другие близлежащие города, Вудинвилл начинал как лесозаготовительный поселок и стал центром сельского хозяйства в первые десятилетия 20-го века. После Второй мировой войны он стал пригородом Сиэтла. В 1969 году рок-группы, в том числе Led Zeppelin и The Guess Who, выступали на сиэтлском музыкальном фестивале в парке Gold Creek в Вудинвилле.

## Транспорт
В Вудинвилле есть две железнодорожные линии, использующиеся для грузовых перевозок. Обе этих линии предлагалось убрать, заменив их велосипедными дорожками. Однако из-за возросшей обеспокоенности по поводу глобального потепления и увеличения загруженности дорог, возрос интерес к сохранению линий. Их предлагается использовать для создания пригородной железной дороги, которая свяжет Вудинвилл с Белвью и другими основными направлениями.

## Население
В 2000 году средний доход домохозяйства в городе составлял 68 114 долларов США, а средний доход семьи — 81 251 доллар. Средний доход мужчин составлял 53 214 долларов, средний доход женщин — 35 404 долларов. Доход на душу населения составлял 31 458 долларов. 4,4 % населения и 2,7 % семей находились за чертой бедности. 4,7 % лиц младше 18 лет и 1,9 % лиц старше 64 лет жили за чертой бедности.
Основываясь на доходе на душу населения, одном из наиболее надежных показателей благосостояния, Вудинвилл занял 34-е место из 522-ух в штате Вашингтон по данным переписи 2000 года.

### Данные переписи 2010 года
По данным переписи населения 2010 года в городе было 10 938 человек, 4 478 домохозяйств и 2 827 семей. Плотность населения составляла 754,1 человек на квадратный километр. Имелось 4 996 единиц жилья при средней плотности 344,4 на квадратный километр (344,4/км²). Расовый состав состав города: белые — 80,2 %, афроамериканцы — 1,4 %, индейцы — 0,4 %, азиаты — 11,2 %, жители островов Тихого океана — 0,2 %, другие — 2,6 %, метисы — 4,0 %. Испанцы или латиноамериканцы любой расы составляли 7,3 % населения.
Имелось 4478 домохозяйств, из которых 32,2 % имели детей в возрасте до 18 лет, проживающих с ними; 51,9 % были супружескими парами, живущими вместе; 8,2 % — семьи женщин, проживающих без мужей, 3,0 % — семьи мужчин, проживающих без жены, 36,9 % — не имели семьи. 30,2 % всех домохозяйств состояли из одного лица, при это 10,4 % из них — люди старше 64 лет. Средний размер домохозяйства составил 2,43, а средний размер семьи — 3,07.
Средний возраст жителей города — 38,9 года. 23,7 % жителей были моложе 18 лет; 7,1 % — в возрасте от 18 до 24 лет; 29,4 % — от 25 до 44 лет; 28,7 % — от 45 до 64 лет; и 11,1 % старше 64 лет. Гендерный состав города: 48,7 % мужчин и 51,3 % женщин.

## Экономика
Основные виды экономической деятельности Вудинвилла — легкая промышленность, розничная торговля и туризма. Вудинвилл становится все более известнен своими винодельнями, в которых представлены вина из винограда, выращенного в Восточном Вашингтоне. В Вудинвилле и его окрестностях около 130 виноделен. В туристическом районе Вудинвилля также находится пивоварня «Redhook Ale» и несколько ресторанов. В центре города находится сад и дом Молбака — известный на всю страну садовый центр.
В Вудинвилле также находится штаб-квартира компании по производству соли SaltWorks.
Также , в Вудинвилле была основана компания Mackie Desings , Inc.  , которая занимается производством профессионального аудио-оборудования.